# Сосново-дубові ліси Південної Сьєрра-Мадре
Сосново-дубові ліси Південної Сьєрра-Мадре (ідентифікатор WWF: NT0309) — неотропічний екорегіон тропічних та субтропічних хвойних лісів, розташований на півдні Мексики.

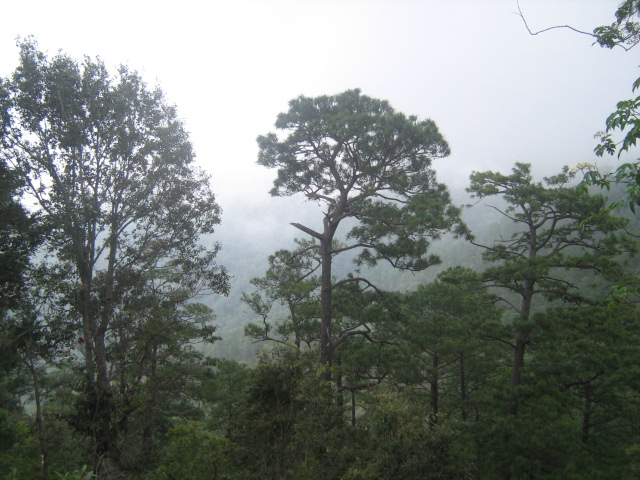
Сосновий ліс в горах Південної Сьєрра-Мадре

## Географія
Екорегіон сосново-дубових лісів Південної Сьєрра-Мадре охоплює гори Південної Сьєрра-Мадре, також відомі як Сьєрра-Мадре-дель-Сур, які простягаються майже на 1000 км з південного заходу на південний схід від півдня штату Мічоакан через Герреро до сходу Оахаки, паралельно узбережжю Тихого океану. Гори Південної Сьєрра-Мадре характеризуються складною геологічною будовою та різноманітним рельєфом. Стрімкі схили гір підіймаються на висоту від 100 до 3500 м над рівнем моря, а найвищою вершиною регіону є гора Серро-Нубе заввишки 3720 м. В регіоні переважають кам'янисті ґрунти вулканічного походження, а на низьких висотах зустрічаються карстові форми рельєфу.
На низьких висотах сосново-дубові ліси екорегіону оточені сухими тропічними лісами. На північ від гір Південної Сьєрра-Мадре, в басейні річки Бальсас, поширені сухі ліси Бальсасу, на південний захід від гір, на тихоокеанському узбережжі Мічоакану, — сухі ліси Халіско, а на південь від гір, на тихоокеанському узбережжі Герреро та Оахаки, — Південно-Тихоокеанські сухі ліси. Сосново-дубові ліси Південної Сьєрра-Мадре є частиною комплексу Мадрейських сосново-дубових лісів, поширених в горах Мексики та південного заходу США.

## Клімат
На низьких висотах екорегіону переважає саванний клімат (Aw за класифікацією кліматів Кеппена), а у високогір'ях Південної Сьєрра-Мадре — високогірний субтропічний клімат (Cwb за класифікацією Кеппена). Середньорічна температура в регіоні становить в середньому 24 °C, а середньорічна кількість опадів — від 800 до 1600 мм.

## Флора
В межах екорегіону зустрічаються різні рослинні угруповання, розподіл яких залежить від висоти над рівнем моря та кількості опадів. Основними рослинними угрупованнями Південної Сьєрра-Мадре є дубові ліси, поширені на висоті від 1900 до 2500 м над рівнем моря, хмарні ліси, поширені на висоті 2300 м над рівнем моря, сосново-дубові та соснові ліси, поширені на висоті від 2400 до 2500 м над рівнем моря, та ялицеві ліси, поширені на висоті понад 3000 м над рівнем моря.
У дубових лісах екорегіону переважають магнолієлисті дуби (Quercus magnoliifolia), каштанові дуби (Quercus castanea) та поодинокі сосни Монтесуми (Pinus montezumae). В їх підліску зустрічаються різноманітні трав'янисті рослини, а також епіфітні орхідеї та бромелії. У сосново-дубових та соснових лісах також зустрічаються туполисті дуби (Quercus obtusata) та техаські суничники (Arbutus xalapensis). В їх підліску поширені різноманітні трав'янисті рослини, натомість епіфітів зустрічається мало, за винятком деяких видів тілландсій (Tillandsia spp.). У соснових лісах домінують сосни Еррери (Pinus herrerae), гладкокорі сосни (Pinus pseudostrobus), сосни Прінгла (Pinus pringlei) та мексиканські білі сосни (Pinus ayacahuite), а також рідкісні ендемічні сосни Жедовського (Pinus rzedowskii). Судинних епіфітів у соснових лісах зустрічається мало, натомість тут рясно ростуть мохи й лишайники. У хмарних лісах Південної Сьєрра-Мадре поширені гватемальські ялиці (Abies guatemalensis), священні ялиці (Abies religiosa), уксорські дуби (Quercus uxoris), мексиканські білі сосни (Pinus ayacahuite) та мексиканські кипариси (Hesperocyparis lusitanica). У хмарних лісах екорегіону практично повсюдно ростуть папороті та орхідеї.
Ізольовані великою висотою та стрімкими схилами, помірні гірські ліси Південної Сьєрра-Мадре характеризуються надзвичайно високим біорізноманіттям та рівнем ендемізму. В горах регіону зустрічається 31 вид дубів, зокрема дуби Мюллера (Quercus mulleri), дуби Ніксона (Quercus nixoniana), червоном'ятні дуби (Quercus rubramenta), верболисті дуби (Quercus salicifolia) та дуби Мартінеса (Quercus martinezii). Серед 207 видів орхідей, поширених в штаті Герреро, 195 видів зустрічаються в гірських лісах регіону.
Загалом в екорегіоні зустрічається 595 видів рослин, зокрема представники 7 ендемічних родів, таких як Silviella, Omiltemia, Microspermum, та Hintonella. Серед ендемічних дерев, поширених в екорегіоні, слід відзначити коричникову айоуеу (Aiouea cinnamomoidea), геррерську магнолію (Magnolia guerrerensis), магнолію Круза (Magnolia krusei), магнолію Васкеса (Magnolia vazquezii), дуб Мюллера (Quercus mulleri) та рідкісний реліктовий мексиканський пурпуровосердечник (Peltogyne mexicana)

## Фауна
Серед поширених в екорегіоні ссавців слід відзначити білохвостого оленя (Odocoileus virginianus), ошийникового пекарі (Dicotyles tajacu), мексиканського кролика (Sylvilagus cunicularius), мексиканську рудочереву вивірку (Sciurus aureogaster), бавовняного хом'яка Аллена (Sigmodon alleni), ацтекську мишу (Peromyscus aztecus), мічоаканську оленячу мишу (Osgoodomys banderanus), мексиканську врожайницю (Reithrodontomys mexicanus), врожайницю Суміхраста (Reithrodontomys sumichrasti), мексиканського коенду (Coendou mexicanus), віргінського опосума (Didelphis virginiana), водяного опосума (Chironectes minimus), північного тамандуа (Tamandua mexicana), мексиканську бурозубку (Megasorex gigas), верапаську мідицю (Sorex veraepacis) та звичайного вампіра (Desmodus rotundus). 
Серед хижаків, поширених в горах Південної Сьєрра-Мадре, слід відзначити ягуара (Panthera onca), північноамериканську пуму (Puma concolor couguar), оцелота (Leopardus pardalis), маргая (Leopardus wiedii), ягуарунді (Herpailurus yagouaroundi), койота (Canis latrans), сіру лисицю (Urocyon cinereoargenteus), тайру (Eira barbara), північноамериканську котофредку (Bassariscus astutus), какоміцлі (Bassariscus sumichrasti), кінкажу (Potos flavus), білоносу носуху (Nasua narica), американського свинорилого скунса (Conepatus leuconotus), довгохвостого скунса (Mephitis macroura) та звичайного ракуна (Procyon lotor). Ендеміками екорегіону є омільтемські кролики (Sylvilagus insonus), великомиші Томаса (Megadontomys thomasi), чорнохвості миші (Peromyscus melanurus), миші Вінкельмана (Peromyscus winkelmanni), бурі оленячі миші (Peromyscus megalops), мексиканські водяні миші (Rheomys mexicanus), дрібнозубі врожайниці Бейкера (Reithrodontomys bakeri), дрібновухі бурозубки Філліпса (Cryptotis phillipsii) та оахакські ширококігтеві бурозубки (Cryptotis peregrina). Раніше в регіоні зустрічалися центральноамериканські тапіри (Tapirus bairdii), однак наразі вони тут вимерли.
Серед птахів, поширених в горах Південної Сьєрра-Мадре, слід відзначити мексиканську перепелицю-клоуна (Cyrtonyx montezumae), мексиканського голубка (Zentrygon albifacies), малого ані (Crotophaga sulcirostris), великого серпокрильця-вилохвоста (Panyptila sanctihieronymi), зеленого колібрі (Colibri thalassinus), строкатохвостого колібрі (Tilmatura dupontii), багряногорлого колібрі (Lamprolaima rhami), північного колібрі-герцога (Eugenes fulgens), мексиканського колібрі-сапфіра (Basilinna leucotis), синьогорлого колібрі-самоцвіта (Lampornis clemenciae), аметистовогорлого колібрі-самоцвіта (Lampornis amethystinus), широкохвостого колібрі-крихітку (Selasphorus platycercus), мексиканського колібрі-ельфа (Selasphorus heloisa), рудокрилу амазилію-берила (Saucerottia beryllina), синьогорлого цинантуса (Cynanthus latirostris), американського боривітра (Falco sparverius), темну сову (Asio stygius), гірського сичика-горобця (Glaucidium gnoma), гірського трогона (Trogon mexicanus), ошатноперого трогона (Trogon elegans), чорноволу гілу (Melanerpes formicivorus), зеленого ару (Ara militaris mexicanus), мексиканського амазона (Amazona finschi), строкатоголового дереволаза (Lepidocolaptes souleyetii), плямистолобого дереволаза (Lepidocolaptes affinis), іржастого філідора-лісовика (Clibanornis rubiginosus), соснового бекарда (Pachyramphus major), великого піві (Contopus pertinax), кордильєрського піві-малюка (Empidonax occidentalis), соснового піві-малюка (Empidonax affinis), рудого монудо (Mitrephanes phaeocercus), короткодзьобого віреона (Vireo huttoni), каштановобокого віреона (Vireolanius melitophrys), однобарвну сойку (Aphelocoma unicolor), чорноголову сизойку (Cyanocitta stelleri), жовточереву паю (Cyanocorax luxuosus), американську синицю (Baeolophus wollweberi), мексиканську гаїчку (Poecile sclateri), американського ополовника (Psaltriparus minimus), сіроволого тріщука (Henicorhina leucophrys), бронзовокрилого солітаріо (Myadestes occidentalis), білогорлого дрозда (Turdus assimilis), сальвадорського дрозда (Turdus infuscatus), гірського дрозда-короткодзьоба (Catharus frantzii), сірого чубака (Ptiliogonys cinereus), окотеро (Peucedramus taeniatus), ялинового шишкаря (Loxia curvirostra), неотропічного чижа (Spinus notatus), чорноголового кіпаля (Hesperiphona abeillei), гондураську гутураму (Chlorophonia elegantissima), рудого пінсона (Aimophila rufescens), рудоголового пінсона (Aimophila ruficeps), мінливобарвного зеленника (Chlorospingus flavopectus), окаї (Pipilo ocai), мексиканського пісняра (Oreothlypis superciliosa), чорногорлу чернітку (Myioborus miniatus), білокрилу чернітку (Myioborus pictus), золотобрового коронника (Basileuterus belli) та садового квіткокола (Diglossa baritula).
Ендеміками екорегіону є білохвості колібрі-жарокрили (Eupherusa poliocerca), синьоголові колібрі-жарокрили (Eupherusa cyanophrys), короткочубі колібрі-кокетки (Lophornis brachylophus), мексиканські тукани (Aulacorhynchus wagleri) та білогорлі гагери (Cyanolyca mirabilis), а майже ендемічними його представниками — чорногорлі перепелиці (Dendrortyx macroura), мексиканські леляки (Nyctiphrynus mcleodii), гуєрерські свіфти (Cypseloides storeri), північні ерміти (Phaethornis mexicanus), зеленолобі агиртрії (Ramosomyia viridifrons), сіроголові дятли-смугані (Colaptes auricularis), білосмугі дереволази (Lepidocolaptes leucogaster), сизі віреони (Vireo brevipennis), іржасті дрозди-короткозьоби (Catharus occidentalis), мексиканські квічалі (Ridgwayia pinicola), жовточереві заросляки (Atlapetes pileatus), мексиканські юнко (Junco phaeonotus), білощокі червонії (Cardellina rubra) та червоноголові піранги (Piranga erythrocephala).

## Збереження
Оцінка 2017 року показала, що 1783 км², або 3 % екорегіону, є заповідними територіями. Природоохоронні території включають: Національний парк генерала Хуана Н. Альвареса, Біосферний заповідник Сікуїран-Інфернільйо, Біосферний заповідник Теуакан-Куїкатлан, Заповідну зону флори і фауни Бокерон-де-Тонала та Екологічний державний парк Омітелмі. 